# Communauté de communes de la Région de Charny
Die  Communauté de communes de la Région de Charny ist ein ehemaliger französischer Gemeindeverband (Communauté de communes) im Département Yonne in der Region Burgund. Er wurde am 26. Dezember 1996 gegründet. 2014 wurden die Gemeinden in die Communauté de communes de l’Orée de Puisaye übernommen und der alte Gemeindeverband aufgelöst.

## Mitglieder
- Chambeugle
- Charny
- Chêne-Arnoult
- Dicy
- Fontenouilles
- Grandchamp
- Malicorne
- Marchais-Beton
- Perreux
- Saint-Denis-sur-Ouanne
- Saint-Martin-sur-Ouanne